# Perafita, Lavra e Santa Cruz do Bispo
Perafita, Lavra e Santa Cruz do Bispo (oficialmente: União das freguesias de Perafita, Lavra e Santa Cruz do Bispo) é uma freguesia portuguesa do município de Matosinhos, com 22,65 km² de área e 29 646 habitantes (censo de 2021). A sua densidade populacional é 1 308,9 hab./km².

## História
Foi constituída em 2013, no âmbito de uma reforma administrativa nacional, pela agregação das antigas freguesias de Perafita, Lavra e Santa Cruz do Bispo e tem a sede em Perafita.

## Geografia
Geograficamente localiza-se no norte do concelho de Matosinhos, fazendo fronteira com o concelho de Vila do Conde, a norte, e a este com o concelho da Maia. Integra as antigas três freguesias autónomas de Perafita, Lavra e Santa Cruz do Bispo, com características económicas, sociais e demográficas diferentes. A Lei 11-A/2013, de 28 de janeiro, definiu Perafita (Largo da Igreja, Apartado 5111, 4456-901 Perafita) como sendo a sede da nova unidade orgânica e administrativa, assumindo Lavra e Santa Cruz do Bispo o lugar de pólos onde se encontram serviços administrativos e os diferentes departamentos. É presidida por Rodolfo Maia Mesquita.
Do ponto de vista geomorfológico, e no entender de Nery Delgado e Paul Choffat, na Carta Geológica de Portugal (1889), este território matosinhense repousa, ao nível estratigráfico do subsolo, sobre um extenso maciço granítico que, desde as serras de Valongo e Gondomar (Pias e Santa Justa), se estende até à orla do oceano Atlântico, para norte e sul do Rio Douro.
Uma série de empreendimentos possibilitaram o crescimento económico, e urbanístico, desta união de freguesias: o Aeroporto Francisco Sá Carneiro (e as obras de requalificação da antiga estrada nacional  107), o Porto de Leixões, o Centro de Negócios de Freixieiro (onde se fixam várias empresas de expressão nacional), a Refinaria de Leça da Palmeira (Petrogal), a Exponor e o Metro do Porto (ainda que não existam estações em nenhuma das três unidades o seu impacto, para os residentes, é bastante positivo) e, mais recentemente, o MarShopping e o IKEA, como dinamizadores e atractores da economia e de não-residentes.
Foi entre Perafita e Lavra, na zona da Memória, onde se encontra o Obelisco, que a 8 de julho de 1832 desembarcaram as tropas liberais de D. Pedro IV, e não no Mindelo como erradamente se tem dito. A localização exata do desembarque das tropas é difícil de obter e, ao longo destes anos, tem granjeado uma certa “tensão” entre as duas antigas freguesias que aclamam, para si, a importância deste acontecimento. Aquilo que se pode afirmar, é que Matosinhos deteve especial importância na implantação definitiva do liberalismo e, independentemente de ser o centro Lavra ou Perafita, na transformação política que, desse momento em diante se viveu em Portugal. D. Pedro IV e os seus partidários, que o acompanhavam desde a Ilha Terceira nos Açores, tinham previsto este desembarque para a foz do Rio Ave, junto a Vila do Conde. Porém, a hostilidade que Bernardo de Sá Nogueira encontrou, juntamente com as condições geográficas favoráveis de Pampelido – por indicação do lavrense Francisco José da Silva –, determinaram que, efetivamente, as tropas desembarcassem no local onde, hoje em dia, se encontra o obelisco. O liberalismo, no ano seguinte, passa a ser uma realidade em Portugal, essencialmente depois da assinatura da Convenção de Évora-Monte (1834) e tudo começou em Arnosa de Pampelido, como disse Almeida Garrett, “onde o Portugal Velho acaba e o Novo começa”.

## Demografia
A população registada nos censos foi:
| Distribuição da População por Grupos Etários | Distribuição da População por Grupos Etários | Distribuição da População por Grupos Etários | Distribuição da População por Grupos Etários | Distribuição da População por Grupos Etários | Distribuição da População por Grupos Etários |
| -------------------------------------------- | -------------------------------------------- | -------------------------------------------- | -------------------------------------------- | -------------------------------------------- | -------------------------------------------- |
| Antes da agregação                           |                                              |                                              |                                              |                                              |                                              |
| Ano                                          | 0-14 anos                                    | 15-24 anos                                   | 25-64 anos                                   | >= 65 anos                                   | Total                                        |
| 2001                                         | 4560                                         | 4044                                         | 15996                                        | 3214                                         | 27814                                        |
| 2011                                         | 4292                                         | 3147                                         | 17433                                        | 4535                                         | 29407                                        |
| Após a agregação                             |                                              |                                              |                                              |                                              |                                              |
| Ano                                          | 0-14 anos                                    | 15-24 anos                                   | 25-64 anos                                   | >= 65 anos                                   | Total                                        |
| 2021                                         | 3961                                         | 2822                                         | 16427                                        | 6436                                         | 29646                                        |